# Hanneke van Veen
Johanna Hendrika (Hanneke) van Veen (Den Helder, 6 september 1943) is een Nederlands schrijver, bekend geworden door de Vrekkenkrant.

## Loopbaan
Van Veen volgde een opleiding maatschappelijk werk en voortgezette opleidingen tot verslavingstherapeut. Zij werkte in een kliniek voor verslavingsziekten, in de kinderopvang, ontwikkelingssamenwerking, advies aan startende ondernemers, milieueducatie, gehandicaptenzorg en psychiatrie. 
In 1992 richtte zij samen met haar man Rob van Eeden de Vrekkenkrant op, waarin op humoristische wijze een sobere levensstijl werd gepromoot. Daarbij werden zij geïnspireerd door auteurs als de Amerikaanse Amy Dacyczyn, uitgever en auteur van de Tightwad Gazette en Joe Dominguez & Vicky Robin, auteurs van Your Money or Your Life, die beschreven hoe zij grip op hun leven kregen door het verkrijgen van controle over hun geld.

## Publicaties
Na het verschijnen van de eerste Vrekkenkrant werden Van Eeden en Van Veen in de Nederlandse media bekend als 'Vrekkenechtpaar'. Ze richtten de stichting Zuinigheid met Stijl op om hun levensstijl, ook bekend als consuminderen, te promoten, aanvankelijk vooral door middel van lezingen en cursussen. Naast de Vrekkenkrant gaven zij verscheidene boeken uit over een zuinige levenswijze, waarvan een drietal ook in Duitsland uitkwam. In 2002 stapten ze uit het bestuur van de stichting Zuinigheid met Stijl. De Vrekkenkrant was inmiddels overgegaan in het blad Genoeg, met een oplage van 10.000.
Sinds eind 2007 geven Van Veen en Van Eeden via internet consumentenvoorlichting door middel van de website vanspaarbankveranderen.nl. In mei 2011 startten zij de website verhuisjegeld.nl, geïnspireerd door de Amerikaanse website moveyourmoney, opgericht door Arianna Huffington om mensen te helpen bij het kiezen van en overstappen naar een andere bank. (Overigens bestaat deze website niet meer in de Verenigde Staten). Van januari 2011 tot februari 2013 schreven zij een wekelijkse column over geld- en andere zaken voor Tros Radar. 
Sinds 2014 richten zij zich naast geldzaken op de bestrijding van het hitte-eilandeffect. Hiertoe namen zij het initiatief voor verschillende websites zoals meergroenzelfdoen.nl, gericht op vergroening van (vooral) stedelijke gebieden en hitte-eilanden.nl, waar het probleem van extreme opwarming van binnensteden voor een breed publiek wordt uitgelegd, evenals wat ertegen te doen valt.